# Toki pona
Le toki pona est une langue construite minimaliste inventée par la linguiste et traductrice canadienne Sonja Lang et publiée pour la première fois en 2001 sur Internet.
L'expression « toki pona » désignant la langue construite par Lang signifie « langue du bien ». La langue est basée sur la philosophie du Tao et se caractérise par la simplicité extrême de sa phonologie, de sa grammaire et surtout de son vocabulaire, ce qui la rend facile à apprendre.
Le toki pona possède 14 phonèmes et son vocabulaire ne comporte originellement que 120 mots. À l'instar de l'anglais basic, qui compte 850 mots, il offre néanmoins une relative expressivité, tout en étant une des langues construites les plus concises.

## Étymologie
Le nom Toki Pona est composé avec toki (langage), dérivé de tok en Tok pisin qui vient de l'anglais talk ; et pona (bien/simple), qui vient de l'espéranto bona (bien).

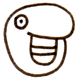
toki = langage
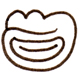
pona = bien/simple

## Prononciation

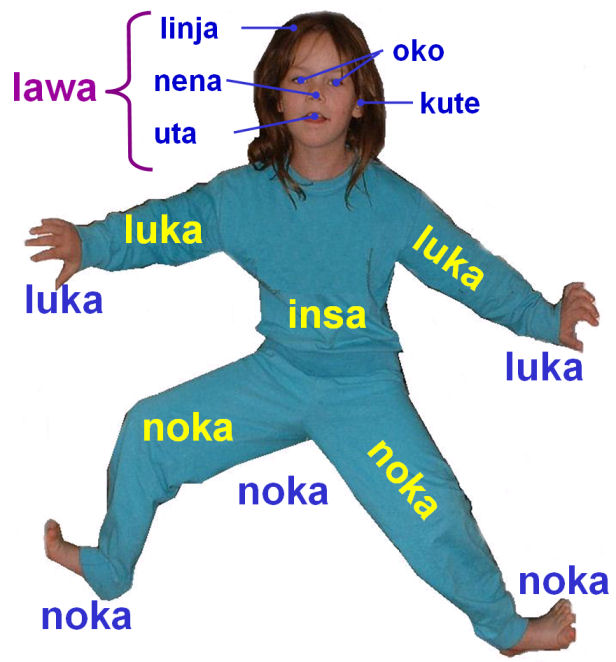
Les parties du corps en toki pona.

Lang indique pour chaque phonème la prononciation officielle, tout en précisant que la langue est très tolérante. Ainsi, le mot « toki » est de manière standard prononcé /toki/, mais la prononciation /dogi/ ne peut pas être considérée comme fautive. Un accent tonique doit être porté sur la première syllabe de chaque mot.

### Voyelles

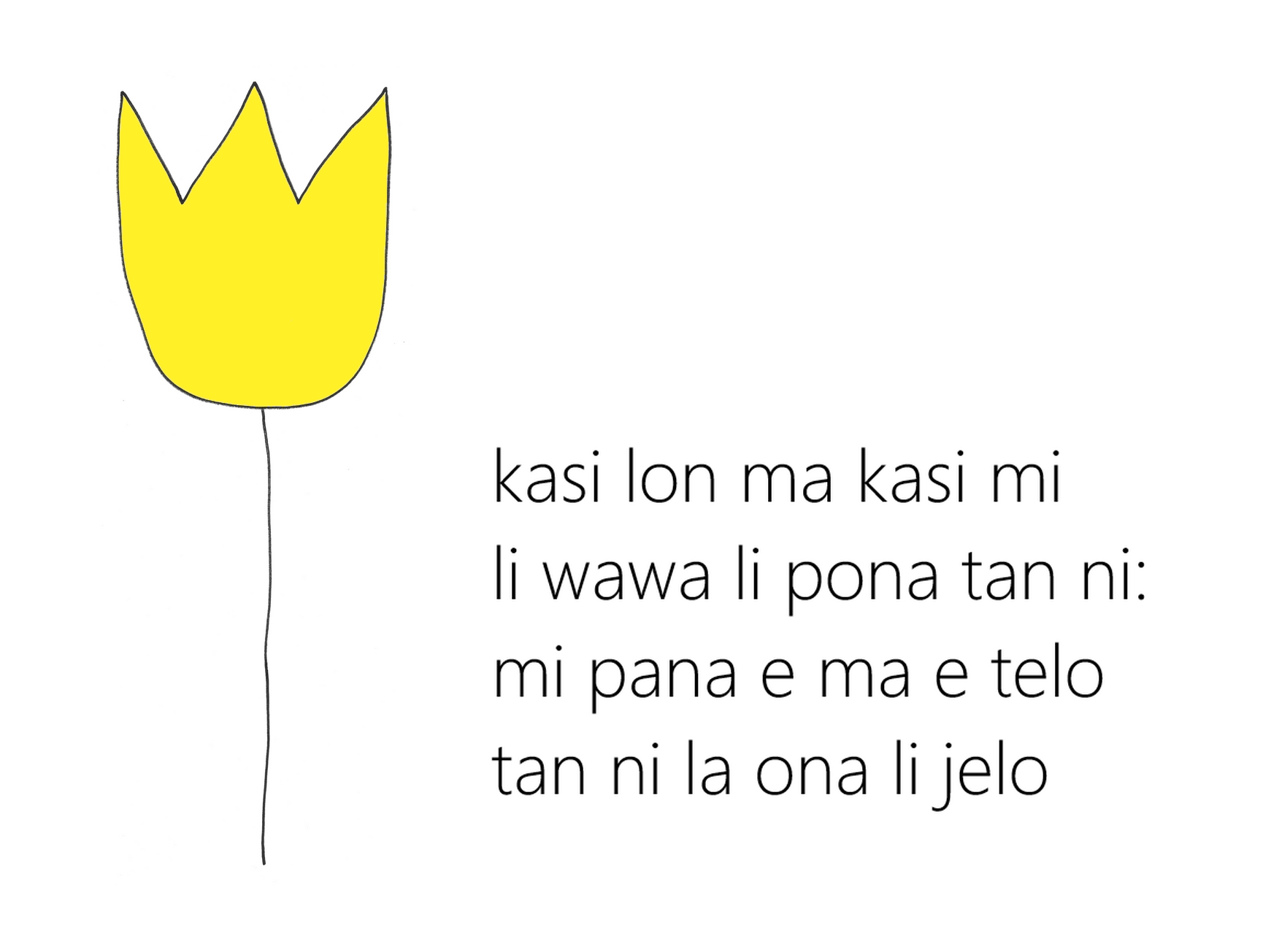
Un poème en Toki Pona.

- a se prononce [ä], intermédiaire au [a] de patte et au [ɑ] de pâte
- e se prononce [e̞], intermédiaire au [e] de école et au [ɛ] de mère
- i se prononce [i], comme dans vie
- o se prononce [o̞], intermédiaire au [o] de oiseaux et au [ɔ] de carotte
- Un poème en Toki Pona.u se prononce [u], comme dans fou

### Consonnes
Les consonnes p, t, k, m, n, s, l, w et j se prononcent comme leurs symboles dans l’alphabet phonétique international :
- k se prononce /k/ comme dans Klaxon.
- l se prononce /l/ comme dans Lait.
- m se prononce /m/ comme dans Mère
- n se prononce /n/ comme dans Non.
- p se prononce /p/ comme dans Père.
- s se prononce /s/ comme dans Serpent.
- t se prononce /t/ comme dans Terre.
- w se prononce /w/ comme dans Web.
- j se prononce /j/, non pas comme le j français, mais comme la lettre y, comme dans Yeux[5].

## Noms
Le toki pona ayant un vocabulaire particulièrement restreint, il recourt souvent aux mots composés. Ainsi, tous les noms relatifs à des personnes ou à des métiers commencent par jan, par exemple : 
- jan utala = personne + combat = soldat ou guerrier
- jan pona = personne + bon = ami

## Modificateurs
Il n'y a pas d'adjectifs proprement dits en toki pona.
Un mot placé en seconde position peut être considéré comme un modificateur du premier. Ainsi :
- jan utala (soldat) peut être analysé en « personne combattante »
- jan pona (ami) peut l'être en « personne bonne/positive »

Exemples pour les couleurs :
- jelo : jaune
- laso : bleu

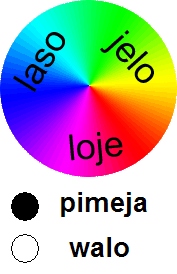
les couleurs

- jelo laso : vert (mot à mot : jaune bleu)[6]

Les démonstratifs, numéraux et possessifs suivent toujours les autres modificateurs.

## Pronoms

mi = je, nous
sina = tu, vous
ona = il, elle, ils, elles

Le pluriel de mi peut être indiqué en ajoutant mute = plusieurs : mi mute = nous
Ces mêmes pronoms désignent aussi bien les possessifs que les autres cas : mi = je, moi, me, à moi
Puisque le toki pona ne fait aucune distinction entre le masculin et le féminin, les pronoms aussi suivent ce modèle.

## Syntaxe
Le toki pona utilise l'ordre SVO et va du plus vague au plus précis.
Sujet et prédicat sont séparés par le mot li, sauf quand le sujet est mi ou sina. Par exemple : jan Lea li lukin e sina = Léa voir toi (jan = personne ; li = marque du verbe ; e = complément d'objet direct).
L'objet direct est généralement précédé du mot e. Par exemple : mi lukin e sina = Moi voir toi.
La structure [nom + modificateur1 + modificateur2] est analysée comme [(nom modificateur1) modificateur2]. Ainsi, avec jan pona = personne bonne (ami ou amie) et lukin = voir ou regarder, l'on peut construire : jan pona lukin = [(jan pona) lukin] = un ami qui regarde.
L'insertion du mot pi permet de casser cet ordre implicite et de modifier en conséquence le sens de la phrase. Ainsi : jan pi pona lukin = [jan (pona lukin)] = personne bonne à regarder (belle ou jolie personne).
Les principaux traits syntaxiques du toki pona peuvent être notés ainsi en BNF étendue :
```
           <phrase> ::= [<groupe-adverbial> "la"] <sujet> "li" <prédicat>
 <groupe-adverbial> ::= <groupe-nominal> 
            <sujet> ::= <groupe-nominal> | <sujet-composé>
         <prédicat> ::= <groupe-verbal> | <prédicat-composé>
    <sujet-composé> ::= <sujet> "en" <sujet>
 <prédicat-composé> ::= <prédicat> "li" <prédicat>
   <groupe-nominal> ::= <nom> <adjectif>*
    <groupe-verbal> ::= <verbe> <adverbe>* <objet-direct>*
     <objet-direct> ::= "e" <groupe-nominal>
```

### La tour de Babel
- ma tomo Pape

"La tour de Babel"
- jan ali li kepeken e toki sama.

"Toute la terre avait une seule langue et les mêmes mots."

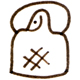
jan (homme / les peuples)
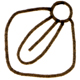
ale (tous)
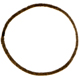
li (-)
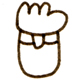
kepeken (utiliser)
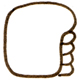
e (-)
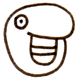
toki (langue)
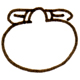
sama (la même)

## Enseignement et développement

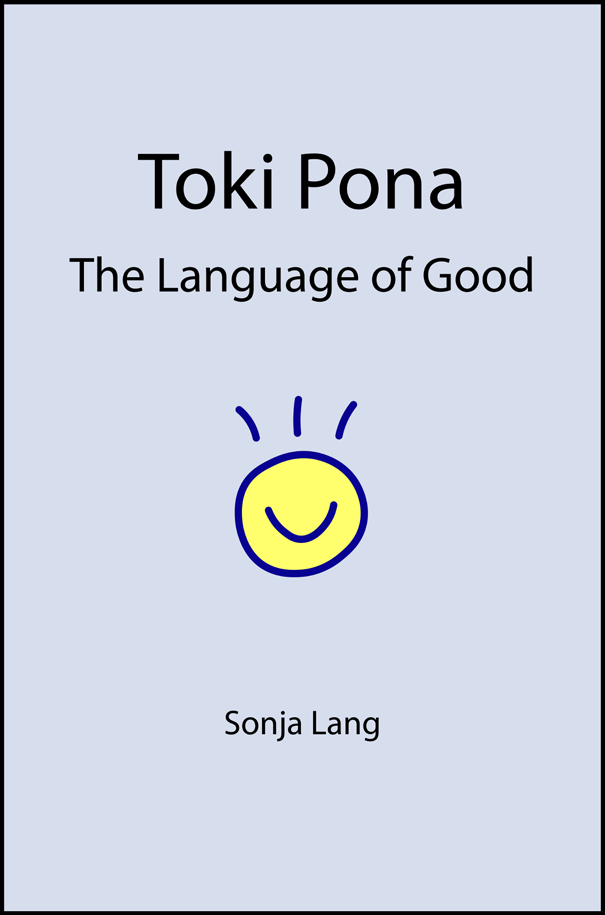
« en »

La méthode d'apprentissage de référence est l'ouvrage « Toki Pona : The Language of Good » (« Toki Pona : La langue du bien ») de Sonja Lang. Un des 120 mots de la langue lui est même consacré : pu signifie en effet « interagir avec le livre officiel du toki pona ». Plusieurs locuteurs proposent également des cours en ligne au format texte, ou vidéo,. La langue peut être maîtrisée après 30 heures d’apprentissage.
Le 18 juillet 2021, Sonja Lang publia l'ouvrage « Toki Pona Dictionary » (« Dictionnaire de Toki Pona »), proposant des traductions possibles de termes anglais en tokipona et l'inverse. Cet ouvrage se base entièrement sur des sondages communautaires, et utilise 137 mots dont ceux qui ont été créés par la communauté. Sonja Lang explique que, même si elle est la créatrice du langage, il appartient à sa communauté.
Le toki pona est plutôt connu et populaire chez les espérantophones qui sont relativement nombreux à l’étudier[réf. nécessaire]. Il est cependant difficile de connaître le nombre exact de personnes aptes à s’exprimer couramment en toki pona, estimé à plusieurs centaines,. Il existe un groupe de discussion sur le site web de Yahoo!, deux groupes Facebook (« toki pona » qui permet de poster des messages dans d'autres langues et « toki pona taso » dont les messages sont uniquement en toki pona), un canal IRC, un serveur Discord (« ma pona pi toki pona »), une instance mastodon, ainsi que quelques pages web contenant des œuvres originales et des traductions.

## Graphie
Le toki pona dispose de plusieurs systèmes d'écriture.
Le premier, basé sur l'alphabet latin, comporte cinq voyelles (a, e, i, o, u) et neuf consonnes (j, k, l, m, n, p, s, t, w). Tout s'écrit en minuscule (même après un point), sauf les mots « non officiels » qui servent à nommer. Ainsi, ma Elopa signifie « Europe », littéralement : « pays européen ».
Les autres sont des types d’écriture figurative où chacun des 120 mots est représenté par un unique logogramme, nommé hiéroglyphe par l'auteure Sonja Lang. Plusieurs logogrammes peuvent se combiner pour former un syntagme, voire une phrase complète.

### sitelen pona
Les mots de toki pona et les symboles dans l'écriture sitelen pona:

a
akesi
ala
alasa
ale / ali
anpa
ante
anu
awen
e
en
esun
ijo
ike
ilo
insa
jaki
jan
jelo
jo
kala
kalama
kama
kasi
ken
kepeken
kili
kiwen
ko
kon
kule
kulupu
kute
la
lape
laso
lawa
len
lete
li
lili
linja
lipu
loje
lon
luka
lukin
lupa
ma
mama
mani
meli
mi
mije
moku
moli
monsi
mu
mun
musi
mute
nanpa
nasa
nasin
nena
ni
nimi
noka
o
olin
ona
open
pakala
pali
palisa
pan
pana
pi
pilin
pimeja
pini
pipi
poka
poki
pona
pu
sama
seli
selo
seme
sewi
sijelo
sike
sin
sina
sinpin
sitelen
sona
soweli
suli
suno
supa
suwi
tan
taso
tawa
telo
tenpo
toki
tomo
tu
unpa
uta
utala
walo
wan
waso
wawa
weka
wile

### sitelen sitelen
Les mots de toki pona et les symboles dans l'écriture sitelen sitelen:

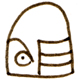
a
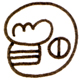
akesi
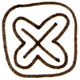
ala
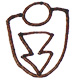
alasa
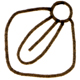
ale / ali
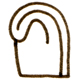
anpa
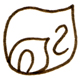
ante
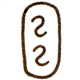
anu
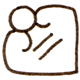
awen
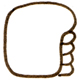
e
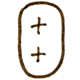
en
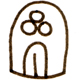
esun
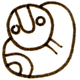
ijo
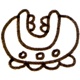
ike
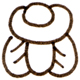
ilo
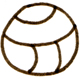
insa
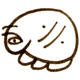
jaki
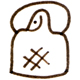
jan
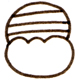
jelo
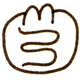
jo
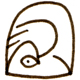
kala
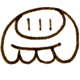
kalama
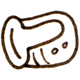
kama
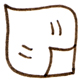
kasi
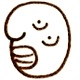
ken
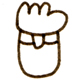
kepeken
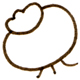
kili
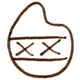
kiwen
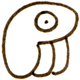
ko
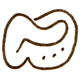
kon
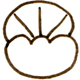
kule
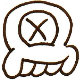
kulupu
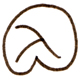
kute
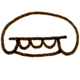
la
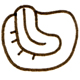
lape
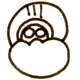
laso
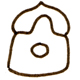
lawa
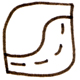
len
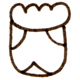
lete
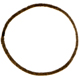
li
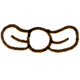
lili
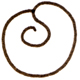
linja
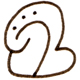
lipu
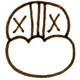
loje
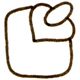
lon
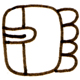
luka
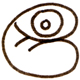
lukin
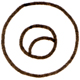
lupa
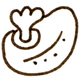
ma
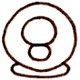
mama
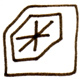
mani
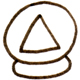
meli
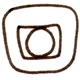
mi
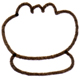
mije
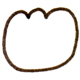
moku
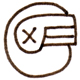
moli
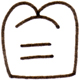
monsi
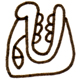
mu
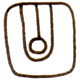
mun
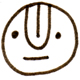
musi
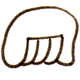
mute
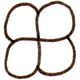
nanpa
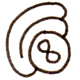
nasa
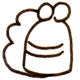
nasin
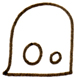
nena
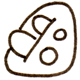
ni
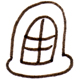
nimi
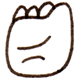
noka
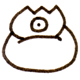
o
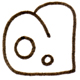
olin
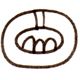
ona
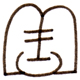
open
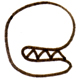
pakala
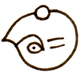
pali
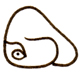
palisa
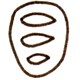
pan
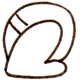
pana
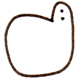
pi
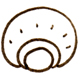
pilin
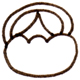
pimeja
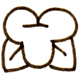
pini
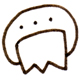
pipi
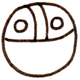
poka
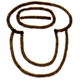
poki
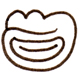
pona
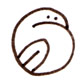
pu
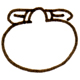
sama
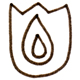
seli
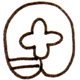
selo
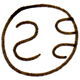
seme
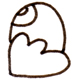
sewi
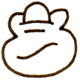
sijelo
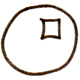
sike
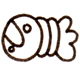
sin
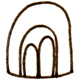
sina
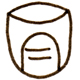
sinpin
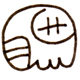
sitelen
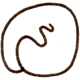
sona
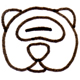
soweli
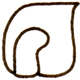
suli
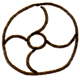
suno
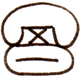
supa
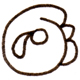
suwi
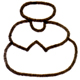
tan
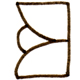
taso
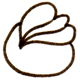
tawa
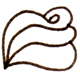
telo
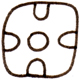
tenpo
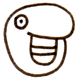
toki
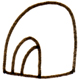
tomo
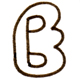
tu
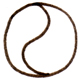
unpa
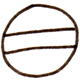
uta
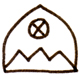
utala
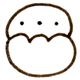
walo
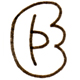
wan
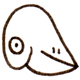
waso
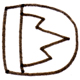
wawa
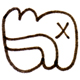
weka
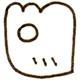
wile

### Sitelen emoji
Les mots de toki pona et les symboles dans l'écriture sitelen emoji:

a
akesi
ala
alasa
ale / ali
anpa
ante
anu
awen
e
en
esun
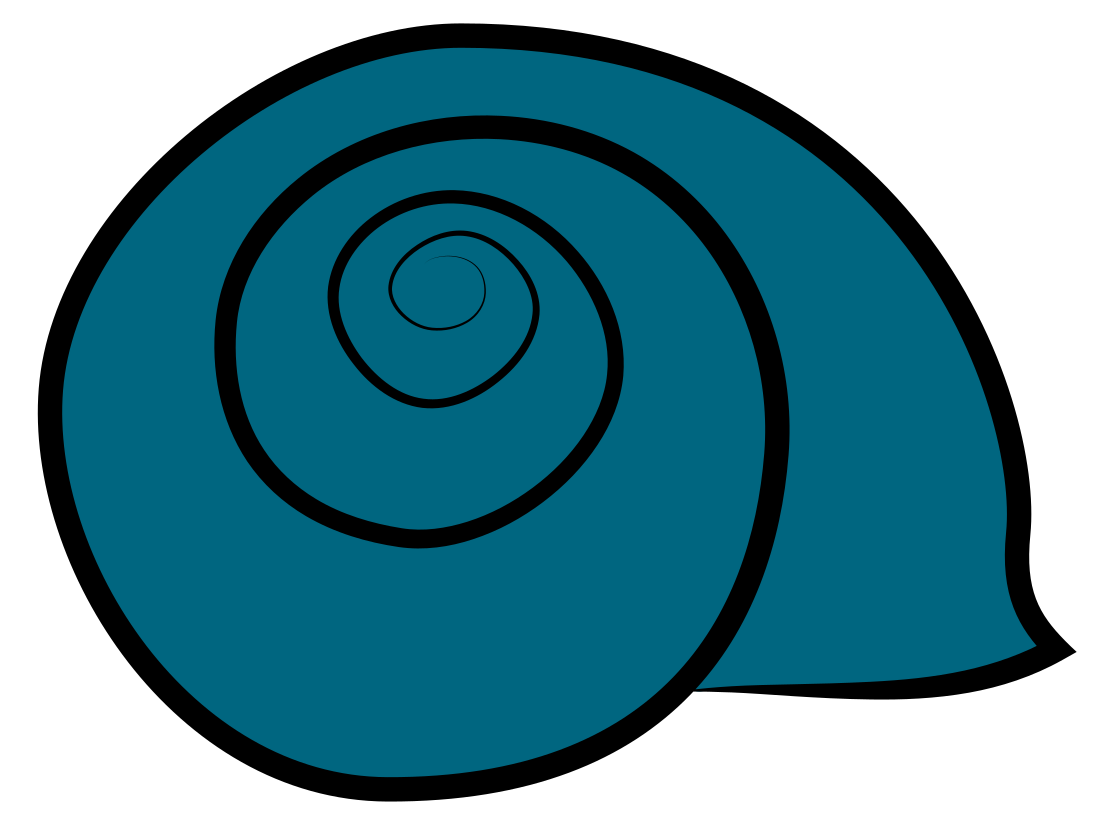
ijo
ike
ilo
insa
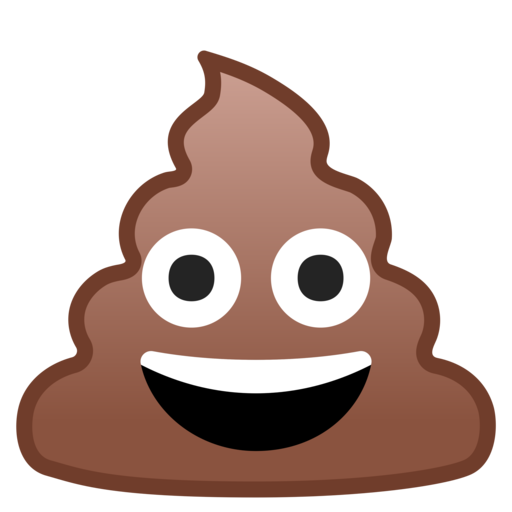
jaki
jan
jelo
jo
kala
kalama
kama
kasi
ken
kepeken
kili
kiwen
ko
kon
kule
kulupu
kute
la
lape
laso
lawa
len
lete
li
lili
linja
lipu
loje
lon
luka
lukin
lupa
ma
mama
mani
meli
mi
mije
moku
moli
monsi
mu
mun
musi
mute
nanpa
nasa
nasin
nena
ni
nimi
noka
o
olin
ona
open
pakala
pali
palisa
pan
pi
pilin
pimeja
pini
pipi
poka
poki
pona
pu
sama
seli
selo
seme
sewi
sijelo
sike
sin
sina
sinpin
sitelen
sona
soweli
suli
suno
supa
suwi
tan
tawa
telo
tenpo
toki
tomo
tu
unpa
uta
utala
walo
wan
waso
wawa
weka
wile